# Феоктист (архиепископ Новгородский)
Архиепи́скоп Фео́ктист (ум. 23 декабря 1310) — епископ Русской православной церкви, архиепископ Новгородский и Псковский.
Канонизирован в лике святителей. Память 23 декабря (5 января), 23 января (5 февраля), в 3-ю Неделю по Пятидесятнице в Соборе Новгородских святых.

## Биография
Время и место рождения его неизвестны. Возможно был клириком новгородского Софийского собора.

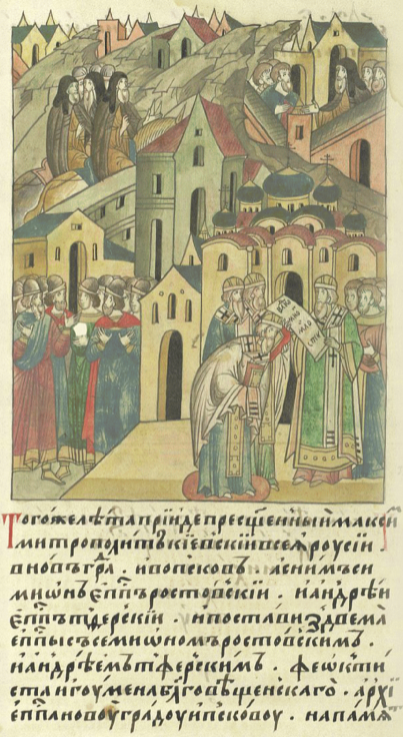
Посвящение Феоктиста в архиепископы Новгородские и Псковские митрополитом Максимом, епископ Симеоном и епископ Андреем

Монашеский постриг принял в Благовещенской обители близ Новгорода. Иноческими подвигами и добрыми делами заслужил уважение и любовь братии, которая избрала его своим игуменом.
Избрание на кафедру последовало после погребения архиепископа Климента, скончавшегося 22 мая 1299 года, и, судя по летописному известию, сопровождалось долгими спорами и колебаниями, прежде чем все новгородцы с полным единодушием остановились на Феоктисте как «Богом назнаменанном муже, смиренном и благом».
Неизвестно, когда именно после этого было созвано вече у Софии, и избранный торжественно был посажен на владычном дворе и приступил к управлению епархией в ожидании хиротонии, для которой необходимо было отыскать митрополита Максима, покинувшего в то время Киев для основания кафедры в другом месте. От этого пребывания Феоктиста на владычном дворе до хиротонии остался лишь один след в следующей современной ему записи в рукописном «сборнике от житий святых и поучений»: «написаны быша книгы сия поведением владыки Феоктиста, нареченного архиепископа Новгорода в нашь монастырь».
В 1300 году прибыл в Новгород митрополит Максим с епископами Ростовским Симеоном и Тверским Андреем (Герденевым), и 28 июня Феоктист был «назнаменан» в церкви Бориса и Глеба, а на следующий день хиротонисан в Софийском соборе; «и бысть, — говорит по этому поводу Новгородская летопись, — радость Новгороду о своем владыце и свершиша праздник светел». Торжество для Новгорода было поистине необыкновенное: только в первый раз Новгородский владыка был посвящён в новгородском храме Святой Софии.

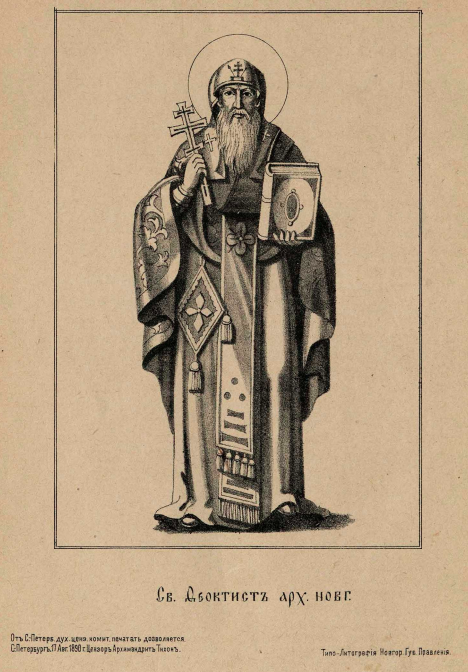
Архиепископ новгородский Феоктист, литография 1890 г.

Архиепископ Феоктист много внимания уделял постройке и ремонту храмов и монастырей. В 1301 году по его благословению был заложен каменный храм Архангела Михаила, освящённый спустя два года. Памятниками его святительской ревности остались в Новгороде ещё два храма, им освящённые: во имя святых мучеников благоверных князей Бориса и Глеба и во имя святых отцов I Вселенского собора, на княжеском дворе. При святителе Феоктисте была благоустроена обитель на острове Валаам.
В 1305 году блаженный архипастырь принимал участие в договорах Новгорода с великим князем Михаилом Тверским о сохранении взаимных добрых отношений.
В 1307 году летопись упоминает его имя в связи с каким-то «немирьем» со псковичами, под которым всего вероятнее разуметь какие-либо препирательства относительно следовавших с Пскова платежей в пользу новгородской кафедры (подъездных, судных пошлин и проч.), возникавшие очень часто при его преемниках. Святитель болезненно переживал все междоусобицы.
По свидетельству Новгородской летописи, зимой 1308 года святитель Феоктист по состоянию здоровья оставил владычный двор. Благословив на своё место Давида, являвшегося духовным отцом святителя, он возвратился в Благовещенский монастырь, где подвизался подвигом безмолвия.
Через два года непрестанного молитвенного делания, стяжав у Господа много духовных даров и откровений, 23 декабря 1310 года святитель Феоктист отошёл в вечность. Погребён в Богородицкой церкви.

## Почитание и канонизация

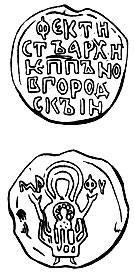
Печать Новгородского архиепископа Феоктиста начала XV века.

В 1653 году совершилось первое известное нам чудо у его мощей. Чудесные исцеления, происходившие у гробницы святителя Феоктиста, были основанием для причисления его к лику святых в 1664 году. В 1668 году над местом погребения его была поставлена сень и под нею рака. В 1682 году был возобновлён храм, в котором почивали мощи. В 1702 году сооружён покров с изображением святого на раку.
23 января 1786 года мощи святителя Феоктиста были перенесены в Юрьев монастырь под Новгородом и помещены в соборном храме во имя святого великомученика Георгия Победоносца у северной стены близ алтаря.
В первой половине XIX века благодаря трудам настоятеля Юрьева монастыря архимандрита Фотия и благотворительности его духовной дочери графини Анны Орловой-Чесменской обитель пришла в цветущее состояние. Архимандрит Фотий соорудил придел во имя святителя Феоктиста. В 1847 году подле его гробницы, в арочном проёме стены была установлена серебряная рака.
Серебряная рака, обозначающая место погребения святителя была изъята советской властью. В 2015 году в ходе археологических работ в Георгиевском соборе гробница была вскрыта:

Мы расчистили это погребение, оказалось, что погребённый был укрыт парчовым покровом, сам скелет лежал на шёлковой ткани с вышитой золотой нитью крестом. Это уникальные ткани XVIII века, нам удалось их сохранить.

После освидетельствования останки были перенесены для всеобщего поклонения и целования в Спасский собор монастыря.